# Scopula rubricaria
Scopula rubricaria là một loài bướm đêm trong họ Geometridae.